# Rhacophorus marmoridorsum
Rhacophorus marmoridorsum es una especie de anfibio anuro de la familia Rhacophoridae.

## Distribución geográfica
Esta especie es endémica de Vietnam. Fue descubierto en las tierras altas de la provincia de Gia Lai a unos 1100 m sobre el nivel del mar.

## Publicación original
- Orlov, 2008 : Description of a New Species of Rhacophorus Genus (Amphibia: Anura: Rhacophoridae) from Kon Cha Rang Area (Gia Lai Province, Vietnam). Russian Journal of Herpetology, vol. 15, n.º 2, p. 134.[4]